# Gorf
Gorf — аркадная игра, выпущенная в 1981 году Midway. Название игры в рекламе раскрывалось как акроним фразы «Galactic Orbiting Robot Force» («галактические орбитальные силы роботов»). Это фиксированный шутер с несколькими миссиями и 5 различными режимами игры. Игра известна использованием синтезированной речи, что было новым для того времени.

## Игровой процесс
Игрок управляет космическим кораблём, который может двигаться влево, вправо, вверх и вниз в нижней трети экрана. Корабль может выстрелить из оружия (так называемый «кварковый лазер») одним снарядом, который перемещается вертикально вверх по экрану. В отличие от аналогичных игр, где игрок не может стрелять, пока его снаряд не исчез с экрана, в этой игре можно выстрелить ещё раз в любое время, и если предыдущий выстрел по-прежнему находится на экране, он исчезает.
Gorf состоит из 5 различных миссий, каждая со своим набором врагов. Основной целью каждой миссии является уничтожение всех врагов, что позволяет игроку перейти к следующей миссии. Успешное прохождение всех пяти миссий повышает игрока в звании и отправляет опять к первой миссии, но уже с повышенной сложностью. Игра продолжается до тех пор, пока игрок не потеряет все жизни. Игроку могут быть присвоены звания Space Cadet, Space Captain, Space Colonel, Space General, Space Warrior и Space Avenger. Каждому новому званию соответствует возрастание сложности.
По ходу игры, искусственный голос высмеивает игрока и угрожает ему, иногда упоминая звание игрока (например, «никудышный из тебя защитник галактики, Space Cadet!» («Some galactic defender you are, Space Cadet!»). В некоторых версиях текущее звание игрока отображается на загорающихся панелях автомата.

## Особенности
Gorf ввёл две новые особенности, не встречавшиеся в более ранних играх: синтезированная речь (с использованием голосового чипа Votrax) и возможность покупать дополнительные жизни до начала игры.

## Порты
Gorf в 1982 году был перенесён на домашние игровые приставки и компьютеры: Atari 2600, Atari 5200, ColecoVision, 8-битные компьютеры Atari, Commodore 64 и VIC-20. Из-за проблем с авторскими правами миссия Galaxians была удалена из всех портов.